# Fontinalis perfida
Fontinalis perfida là một loài Rêu trong họ Fontinalaceae. Loài này được Cardot mô tả khoa học đầu tiên năm 1909.